# Узедом (острво)
Узедом или Узнам (пољ. Uznam) је острво у Балтичком мору на граници Немачке и Пољске. Налази се на северу Шчећинског залива (пољ. Zalew Szczeciński) која представља естуар реке Одре. Већи део острва је део немачке покрајине Мекленбург-Западна Померанија изузев града Свиноујшћа на крајњем истоку острва, који је део Пољске. Површина острва је 445 km²; немачки део 373 km², пољски део 72 km². Укупно становника: 76.500; немачки део 31.500; пољски део 45.000.
Рукавци на ушћу реке Одре, Пенестром и Свина, одвајају Узедом од копна. На северозападу је острво Риген, на истоку Волин. Са просечно 1.917 сунчаних сати годишње, Узедом је најосунчанији део Немачке.
На северној обали острва су популарна летовалишта, као Драјкајзербедер, Свиноујшће и Циновиц. Најпознатија локација на острву је, вероватно, село Пенеминде, где је немачка авијација у Другом светском рату тестирала ракетна оружја, попут ракета V-1 и V-2. На острву је у то време постојао и концентрациони логор.
Острво је историјски било део Немачке и насељено Немцима, али је 1945. на конференцији у Потсдаму најисточнији део острва додељен Пољској.